# Sphenodesme racemosa
Sphenodesme racemosa là một loài thực vật có hoa trong họ Hoa môi. Loài này được (C.Presl) Moldenke miêu tả khoa học đầu tiên năm 1956.